# Dunières
Dunières là một xã thuộc tỉnh Haute-Loire nam trung bộ nước Pháp. Xã Dunières nằm ở khu vực có độ cao trung bình 765 mét trên mực nước biển.